# محمدقاسم خدری
محمدقاسم خدری که به نام حاجی‌قاسم نیز شناخته میشود، از اعضای برجسته سازمان جبهه نیمروز هستند از سال ۱۳۸۷ تا ۱۳۹۷ معاون معاون والی ولایت نیمروز بودند.